# Godwin Antwi
Godwin Antwi Birago (født 7. juni 1988 i Kumasi, Ghana) er en ghanesisk fodboldspiller, som spiller for Sisaket FC

## Profil
Godwin Antwi er først og fremmest central forsvarsspiller, men kan også benyttes på den centrale midtbane.
Antwi har fået sin fodboldopdragelse i Liverpool FC. Han opnåede aldrig at spille en førsteholdskamp for Liverpool FC, men han var til gengæld anfører for klubbens reservehold. Antwi var på kontrakt i Liverpool FC fra fra 2005 til 2009, men var i perioden udlånt til en række mindre engelske klubber som Hartlepool United F.C., Tranmere Rovers og senest Hereford United .
Godwin Antwi har spillet fire U/19-landskampe for Spanien. 
I vinteren 2009 skrev han under på en kontrakt med Vejle Boldklub, hvor han spillede frem til sommeren 2013.